# Indústria aeronàutica a Espanya

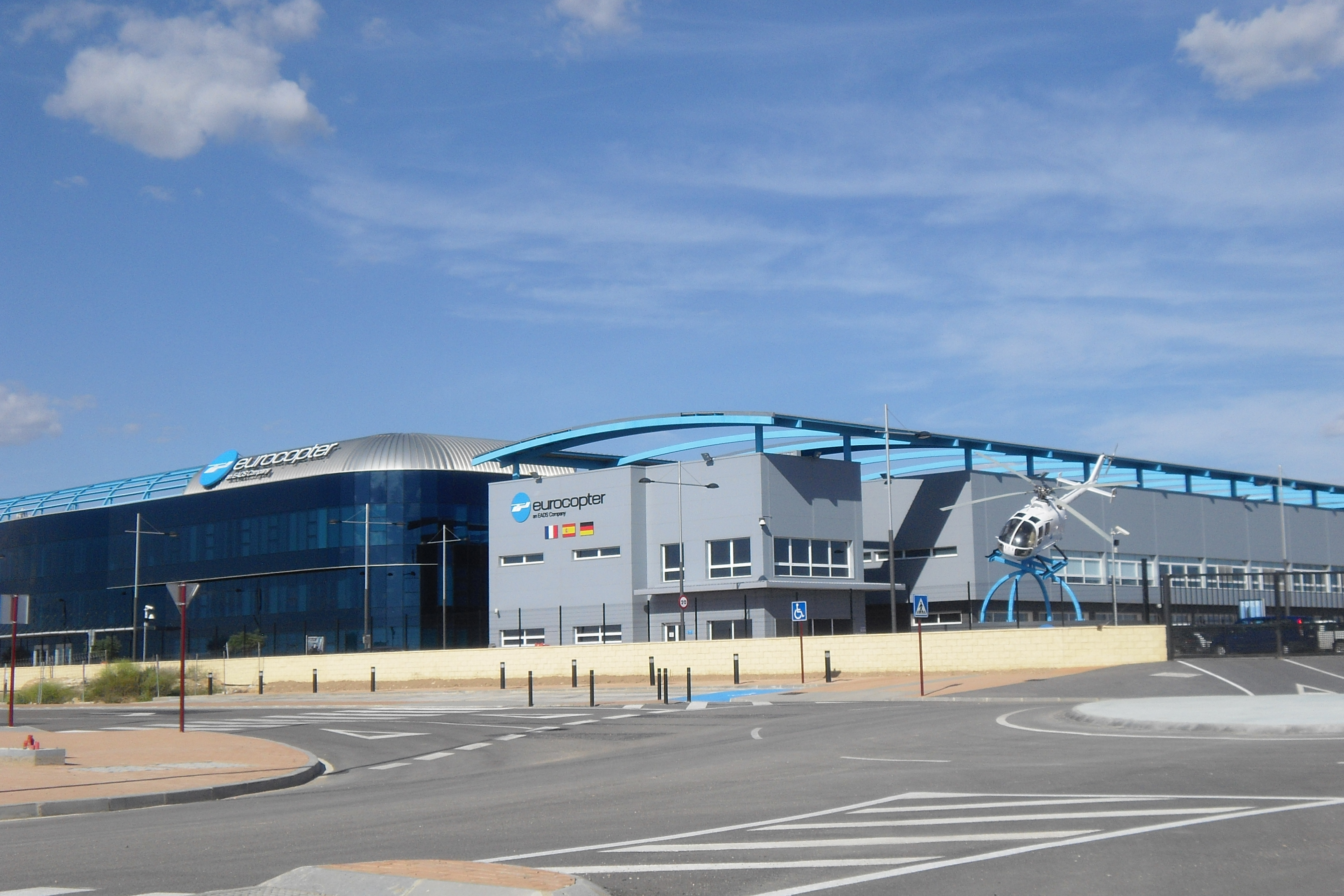
Instal·lacions d'Airbus Helicopters Espanya, amb seu al Parc Aeronàutic i Logístic d'Albacete.

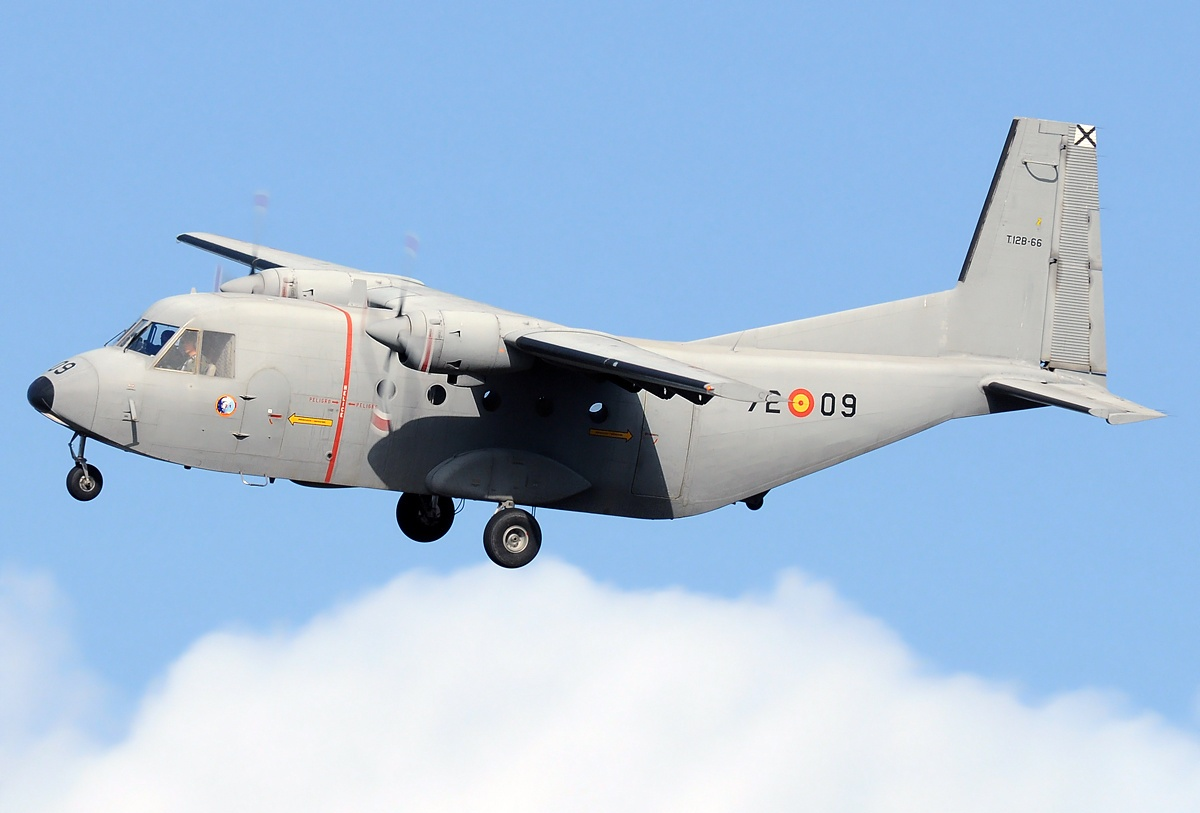
El CASA C-212 Aviocar és el major èxit de la indústria aeronàutica espanyola.

Les principals empreses del sector aeronàutic a Espanya el 2007 van ser EADS CASA (Airbus Military), Airbus Espanya, ITP, Aernnova, Aciturri i EADS-CASA Espacio (EADS Astrium). L'activitat aeroespacial associada al programa espacial espanyol està realment incorporada a l'Agència Espacial Europea, no obstant això, hi ha projectes i programes independents públics o privats que contribueixen a la generació d'una indústria independent amb projectes específics de precisió importants dins de grans missions internacionals no només europees. Es pot considerar que des de l'Institut Nacional de Tècnica Aeroespacial INTA es va suplir aquesta carència servint com un nexe d'unió, i recentment des del Centre per al Desenvolupament Tecnològic i la Innovació (CDTI) que serveixen com portaveus amb altres agències espacials. El CDTI gestiona també el Programa Nacional de Aeronáutica (PNA).

## Associacions i organismes del sector
- Associació Tècnica Espanyola de Constructors de Material Aeroespacial (ATECMA).
- Institut Nacional de Tècnica Aeroespacial Esteban Terradas (INTA).
- Col·legi Oficial d'Enginyers Aeronàutics (COIAE).
- Col·legi Oficial d'Enginyers Tècnics Aeronàutics (COITAE).
- Centre per al Desenvolupament Tecnològic i la Innovació (CDTI) Aeronàutica i Espai.
- Associació Espanyola de RPAS (AERPAS)

## Clústersaeronàutics regionals
- Madrid Plataforma de l'Aeronàutica i de l'Espai, clúster aeronàutic de la Comunitat de Madrid.
- Fundació Hélice, clúster aeronàutic d'Andalusia.
- Clúster Aeronàutic de Castella-La Manxa
- Hegan, clúster d'aeronàutica i espai del País Basc.
- Barcelona Aeronautics and Space Association (BAIE), clúster aeronàutic de Catalunya.
- AERA Associació Aeronàutica Aragonesa, clúster aeronàutic d'Aragó.
- AeroVC Clúster aeronàutic de la Comunitat Valenciana
- Consorci Aeronàutic Gallec

## Informes sobre el sector
- Memòria Anual d'ATECMA.
- Pla Estratègic per al Sector Aeronàutic Espanyol 2008-2016 CDTI.
- Informes Anuals 'La Indústria Aeroespacial' (E.T.S. Enginyers Aeronàutics) de la Universitat Politècnica de Madrid.
- Informe Anual de la Fundació Hélice.
- Informe Anual de la Indústria Aeroespacial Basca d'Hegan.
- The Aeronautical Sector a Barcelona and Catalonia BAIE.
- Aportació de l'Enginyeria Tècnica Aeronàutica a la Indústria Aeroespacial Espanyola COITAE.